# Sugimoto Taro
Taro Sugimoto (杉本 太郎 Sugimoto Tarō, sinh ngày 12 tháng 12 năm 1996 ở Tajimi) là một cầu thủ bóng đá người Nhật Bản thi đấu cho Tokushima Vortis. Anh cũng đại diệnNhật Bản tham dự Giải vô địch bóng đá U-17 thế giới 2013 và vào đến vòng 16 đội.

## Thống kê sự nghiệp câu lạc bộ
Cập nhật đến ngày 23 tháng 2 năm 2018.
| 2014 | Kashima Antlers  | J1 League | 4  | 0 | 0 | 0 | 0 | 0 | – | – | – | – | 4  | 0 |
| 2015 | Kashima Antlers  | J1 League | 1  | 0 | 2 | 1 | 0 | 0 | 0 | 0 | – | – | 3  | 1 |
| 2016 | Kashima Antlers  | J1 League | 14 | 1 | 3 | 0 | 2 | 1 | – | – | 2 | 0 | 21 | 2 |
| 2017 | Tokushima Vortis | J2 League | 41 | 6 | 0 | 0 | – | – | – | – | – | – | 41 | 6 |
| Tổng | Tổng             | Tổng      | 60 | 7 | 5 | 1 | 2 | 1 | 0 | 0 | 2 | 0 | 69 | 9 |

1Bao gồm Siêu cúp Nhật Bản, J. League Championship và Giải bóng đá Cúp câu lạc bộ thế giới.

## Thống kê Giải vô địch bóng đá U-17 thế giới
| Thành tích câu lạc bộ | Thành tích câu lạc bộ | Thành tích câu lạc bộ                   | Giải đấu | Giải đấu  |          |
| Mùa giải              | Câu lạc bộ            | Giải vô địch                            | Số trận  | Bàn thắng |          |
| Giải đấu              | Giải đấu              | Giải đấu                                | Giải đấu | Giải đấu  | Giải đấu |
| --------------------- | --------------------- | --------------------------------------- | -------- | --------- | -------- |
| 2013                  | Nhật Bản              | Giải vô địch bóng đá U-17 thế giới 2013 | 4        | 1         |          |
| Tổng                  | Tổng                  | Tổng                                    | 4        | 1         |          |